# Gottfried Lenk
Gottfried Lenk (* 18. August 1921; † 28. September 2004) war Fußballspieler in Zwickau und Pirmasens. Mit Horch Zwickau gewann er 1950 die erste DDR-Fußballmeisterschaft, mit dem FK Pirmasens wurde er 1954 südwestdeutscher Vizemeister. 
Nachdem sich im Sommer 1949 die ZSG Horch Zwickau in drei Spielen gegen die SG Zeiss Jena (1:1, 2:2, 5:1) für die neu eingerichtete Oberliga des Deutschen Sportausschusses qualifiziert hatte, erschien im Aufgebot für die erste Oberligasaison 1949/50 auch der Name des 29-jährigen Spielers Gottfried Lenk. Die Mannschaft des Automobilwerkes Horch setzte sich am Ende der Saison als erster DDR-Fußballmeister durch. Lenk hatte mit seinen 21 von 26 absolvierten Punktspielen und neun Toren daran einen entscheidenden Anteil. Anschließend verließ er Zwickau und schloss sich dem FK Pirmasens an, der in der Oberliga Südwest, eine der zu dieser Zeit fünf höchsten Spielklassen der Bundesrepublik, vertreten war. Dort erreichte er in der Saison 1953/54 mit einem 2. Platz das beste Ergebnis. Lenk spielte noch bis 1955 in Pirmasens, um danach 34-jährig seine Laufbahn als Leistungssportler zu beenden.